# Кибос (река)
Кибос (Kibos) е една от трите големи реки, вливащи се в залива Уинам на езерото Виктория в Кения. Водосборният ѝ басейн е 4992 км2.

## Особености
През дъждовния сезон тя често излиза от бреговете си, предизвиквайки сериозни наводнения в околните села и унищожавайки част от селскостопанската реколта. При оттеглянето си водата оставя след себе си големи количества утайки и тиня. Тези наводнения допринасят за оформянето на заблатени терени край реката и особено в устието ѝ. Повечето от блатата са сезонни, но част от тях се превръщат в постоянни. През 2005 г. бреговете на тези блата вече са обраснали с папирус.

## Екология
Терените около реката са силно ерозирали. В планинските и полупланинските части на каптиране степента на ерозия е оценена от тежка до много тежка и тези райони изискват спешни мерки за защита, тъй като са вододайни зони. Предлага се да бъдат затворени за паша и да бъде забранено всякакво унищожаване на растителността в тях. Заради честите наводнения такива мерки се налага да се приложат и по цялото поречието на реката.
Около 8% от водоснабдяването на Кисуму, третия по големина град в Кения, става от водите на река Кибос. Те се пречистват в пречиствателната станция Kajulu в града, събират се по гравитачен път и се съхраняват в резервоари. Кисуму е силно индустриализиран град, в който отпадните промишлени води се вливат в река Кибос. Тук попадат бои, разтворители, замърсители от производството на пластмаси и захар, отпадъци от преработката на риба. Градската канализационна мрежа излива съдържанието си близо до устието на реката и то се влива директно в езерото Виктория.